# Andrea d'Assisi

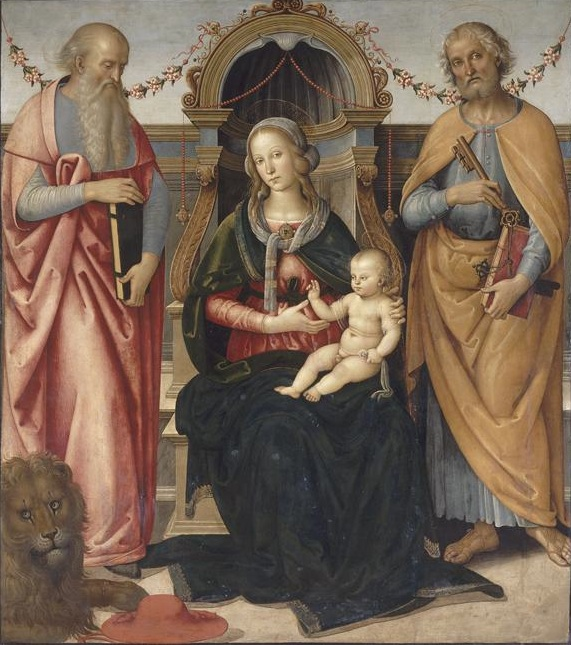
Sacra conversazione, atribuido a Andrea di Aloigi, actualmente en el Musée Condé.

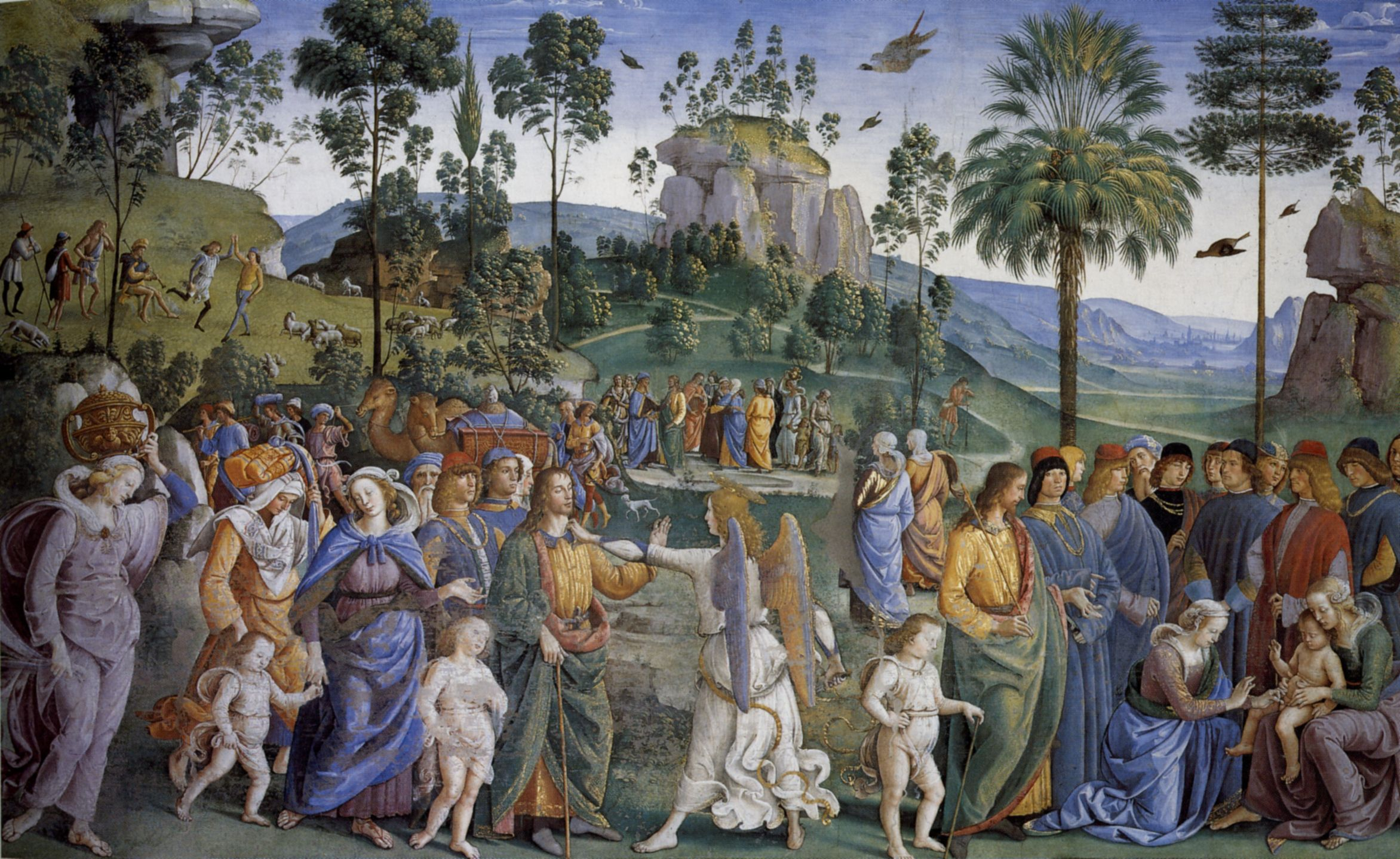
Viaje de Moisés a Egipto.

Andrea d'Assisi o di Aloigi (Alovigi, Aloisi, Aloysii, o Andrea Luigi o Di Luigi), llamado L'Ingegno, fue un pintor italiano, presumiblemente nacido en Asís, activo entre 1480 y 1516. Según Vasari, fue el mejor alumno de Perugino junto con Rafael, que era más joven que él. Ambos habrían ayudado al maestro en la realización de la Sala delle Udienze del Collegio del Cambio de Perugia (1498-1500). Entre las obras en las que Andrea habría colaborado como ayudante de Perugino estarían ciertas obras en Asis (hacia 1485), y la Capilla Sixtina de Roma (hacia 1481-1482). A Andrea hay que atribuir algunas figuras de Viaje de Moisés a Egipto.
Según Vasari, L'Ingegno se quedó ciego, y obtuvo una pensión por parte del papa Sixto IV. No obstante, tal cosa debe ser errónea, dado que el papa murió en 1484 y Rafael no entró en el taller de Perugino hasta 1496.
La mayor parte de sus obras siguen el estilo de Fiorenzo di Lorenzo. Una Virgen con el Niño conservada en la National Gallery de Londres se le atribuye, con la inscripción "A.A.P.", que significaría "Andrea di Aloigi (o da Assisi) lo pintó".